# Прометеј (филм из 2012)
Прометеј (енгл. Prometheus) je научно-фантастични хорор филм из 2012. године у режији Ридлија Скота, снимљен према сценарију Џона Сфејтса и Дејвида Линделофа. Постављена у касни 21. век, прича се врти око посаде свемирског брода Прометеј који следи звездану карту откривену међу остацима неколико древних цивилизација на Земљи. Доведена у далеки свет и напредну цивилизацију, посада покушава да пронађе порекло човечанства, али уместо тога открива претњу која би могла довести до изумирања људског рода на Земљи.

## Радња
Тим истраживача открива траг о пореклу људске врсте који их одводи на напето путовање у тамне делове свемира, где ће се упустити у застрашујућу битку од које зависи опстанак човечанства. Експедицију воде два брилијантна млада научника, Елизабет Шо и Чарли Холовеј, са супротним мотивима. Елизабет је верница, жели да упозна те „богове” како би се приближила својим традиционалним верским погледима, док Холовеј жели да разоткрије ту врсту духовности.
У свом раду као археолози открили су трагове на пећинским пиктограмима из старих цивилизација широм света, при чему сви указују на исто место у далеком свемиру, и уверили су корпорацију Вејленд Индустриз да финансира мисију. Нико од научника није био припремљен за незамисливе ужасе који их чекају.

## Улоге
| Глумац            | Улога          |
| ----------------- | -------------- |
| Номи Рапас        | Елизабет Шо    |
| Мајкл Фасбендер   | Дејвид         |
| Шарлис Терон      | Мередит Викерс |
| Идрис Елба        | Јаник          |
| Гај Пирс          | Питер Вејленд  |
| Логан Маршал-Грин | Чарли Халовеј  |
| Шон Херис         | Фифилд         |

## Наставак
Одмах након премијере, у медијима се јавила прича о могућем наставку, јер је завршетак филма оставио доста недоречених ствари. Коначно, 1. августа 2012. године, потврђено је да ће Фокс одрадити наставак. Укључени су били и Скот, Нуми Рапејс и Фасбендер.
Наставак под именом Осми путник: Ковенант појавио се у биоскопима 2017. године.

## Спољашњи извори
- Прометеј на веб-сајту  (језик: енглески)